# 魯文·拉馬第
魯文·拉馬第（Reuven Ramaty，1937年2月25日—2001年4月8日）是一位美國籍匈牙利天文學家，生於羅馬尼亞。拉馬第是太陽物理學、伽馬射線天文學、核天文物理學和宇宙線研究的先驅者。

## 生平
拉馬第於1937年生於羅馬尼亞蒂米什瓦拉一個匈牙利人家庭中，第二次世界大戰以後和家人於1948年遷往以色列。1961年拉馬第取得特拉維夫大學物理學士學位，畢業後曾在以色列的中學任教三年。之後前往美國，於1966年取得洛杉磯加利福尼亞大學行星與太空科學博士學位。獲得博士學位以後進入 NASA 戈达德太空飞行中心任職，並曾在馬里蘭大學擔任物理學兼任教授。2001年在美國馬里蘭州银泉逝世。

## 研究
拉馬第是高能太陽光譜成像探測器（HESSI）的研究成員之一，並且是研究團隊的創始成員。他的積極參與和熱心支持是 HESSI 被納入 NASA 的小探測工程（SMEX）第六個計畫的關鍵。2002年2月5日 HESSI 被發射後立刻改名為拉馬第高能太陽光譜成像探測器（RHESSI）向拉馬第致敬。這是第一個以 NASA 科學家命名的太空探測器。

## 家庭
拉馬第的妻子是 Vera，育有2女 Daphne 和 Deborah，另有孫輩5人。

## 其他
拉馬第除了母語匈牙利語和羅馬尼亞語以外，能說流利的希伯來語、英語和法語。

## 外部連結
- NASA 拉馬第生平 （页面存档备份，存于）

訃聞
- SolarNews